# Prosopis argentina
Prosopis argentina är en ärtväxtart som beskrevs av Arturo Erhardo Erardo Burkart. Prosopis argentina ingår i släktet Prosopis och familjen ärtväxter. Inga underarter finns listade i Catalogue of Life.